# Dasia haliana
Espèce
Synonymes
- Euprepes halianus Haly & Nevill, 1887

Dasia haliana est une espèce de sauriens de la famille des Scincidae.

## Répartition
Cette espèce est endémique du Sri Lanka.

## Description
C'est un saurien ovipare.

## Publication originale
- Nevill, 1887 : Scincidae of Ceylon. The Taprobanian, vol. 2, p. 55–58.